# Syngrapha octoscripta
Syngrapha octoscripta är en fjärilsart som beskrevs av Augustus Radcliffe Grote 1874. Syngrapha octoscripta ingår i släktet Syngrapha och familjen nattflyn. Inga underarter finns listade i Catalogue of Life.

## Bildgalleri

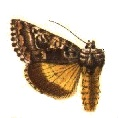